# Ludwik Józef Krasiński
Ludwik Józef Adam Krasiński herbu Ślepowron (ur. 1833 w Krasnem, zm. 22 kwietnia 1895 w Warszawie) – polski hrabia, ekonomista, przemysłowiec. Był też grandem hiszpańskim, szambelanem austriackim i Kawalerem Honorowym Maltańskim.

## Życiorys
Właściciel majątków ziemskich: Krasne, Żulin, Osmolice, Gułów, Ojców, Ursynów, Sucha, Przystajń, Krasnosielc, Rohatyn, Magnuszew, Adamów.
Syn Augusta (syna generała majora Józefa) i jego kuzynki Joanny z Krasińskich (córki starosty ciechanowskiego Adama), prawnuk podkomorzego różańskiego Michała Hieronima (po kądzieli) i generała majora Ludwika (po mieczu). W 1860 poślubił hrabiankę Elizę Branicką h. Korczak, 13 lat od siebie starszą wdowę po wieszczu Zygmuncie Krasińskim, a w 1882 Magdalenę Zawisza-Kierżgajło h. Łabędź, z którą miał córkę Marię Ludwikę, późniejszą żonę Adama Ludwika Czartoryskiego.
Był również encyklopedystą, autorem artykułów do pięciotomowej XIX-wiecznej Encyklopedii rolnictwa i wiadomości związek z niem mających, gdzie wymieniony jest jako współautor  .
W 1881 zainteresował się losem głodujących Kurpiów. Zainicjował powstanie komitetu pomocowego i wyłożył 500 rubli. W 1886 założył w Kadzidle fabrykę guzików w formie warsztatów, w których Kurpie tworzyli guziki z rogu, kości i masy perłowej. Powstało 60 warsztatów. Krasiński planowało ich 300. W 1892 działało kilkaset warsztatów. Fabryka skończyła działalność zapewne krótko po śmierci fundatora.
Zmarł nagle w Warszawie, w nocy 21 kwietnia 1895. Po uroczystościach w Warszawie zwłoki Ludwika Krasińskiego zostały z honorami przewiezione do Krasnego, spoczęły w podziemiach miejscowego kościoła, w otoczeniu prochów przedstawicieli rodu.

Według niektórych historyków literatury, Ludwik Krasiński mógł być pierwowzorem Stanisława Wokulskiego, głównego bohatera powieści Bolesława Prusa, Lalka (1890).

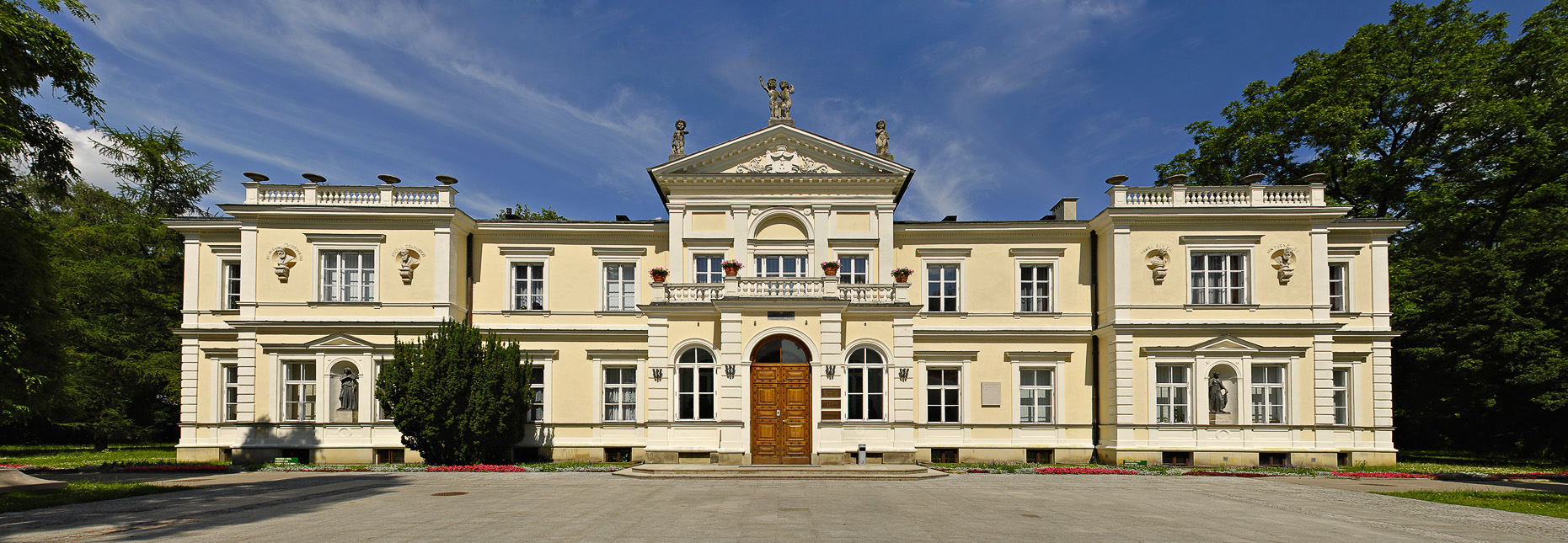
Pałac Ludwika Krasińskiego w Warszawie (Ursynowie)